# Nacha Regules (película de 1950)

Nacha Regules es una película argentina dirigida por Luis César Amadori sobre su propio guion escrito en colaboración con Pedro Miguel Obligado según la novela homónima de Manuel Gálvez que se estrenó el 2 de marzo de 1950 y que tuvo como protagonistas a Zully Moreno, Arturo de Córdova, Eduardo Cuitiño y Zoe Ducós.

## Sinopsis
Ambientada en los festejos del centenario, narra los amores frustrados entre un hombre de la alta sociedad y una mujer de vida sentimental agitada.

## Reparto
Intervinieron en la película los siguientes intérpretes:
- Zully Moreno...Nacha Regules
- Arturo de Córdova
- Eduardo Cuitiño
- Zoe Ducós
- Enrique Chaico
- Diana Maggi
- Federico Mansilla
- Blanca Vidal
- Bernardo Perrone
- Nelly Meden
- Jesús Pampín
- Liana Moabro
- Miriam Sucre
- Domingo Mania
- Camelia de Maucci
- Gloria Ferrandiz
- Julia Giusti
- René Cossa
- Beba Bidart
- Amalia Sánchez Ariño
- Analía Gadé
- César Soriano
- Fernando Campos
- Mónica Linares
- Marta Pérez
- Maruja Lopetegui
- Luisa Montero
- Luis García Bosch
- Julián Pérez Ávila

## Comentario
Para la crónica de Noticias Gráficas el filme “revive en el cuadro con el crudo realismo de la novela” en tanto Manrupe y Portela opinan que es una “anticuada adaptación sobrecargada y lacrimógena”.

## Premio
La Academia de Artes y Ciencias Cinematográficas de la Argentina le otorgó el premio Cóndor Académico a la mejor película de 1950 y galardonó a Luis César Amadori como el mejor director, a Diana Maggi como la mejor actriz de reparto y a Alterto Etchebehere como el mejor director de fotografía.